# IC 527
IC 527 ist eine Balken-Spiralgalaxie vom Hubble-Typ SBc im Sternbild Luchs am Nordsternhimmel. Sie ist schätzungsweise 306 Millionen Lichtjahre von der Milchstraße entfernt und hat einen Durchmesser von etwa 110.000 Lj.

Im selben Himmelsareal befinden sich u. a. die Galaxien NGC 2759 und IC 2434.
Der Supernova-Kandidat ASASSN -14ar wird hier beobachtet.
Das Objekt wurde am 19. April 1890 vom französischen Astronomen Lewis Swift entdeckt.